# Pruebas de mar

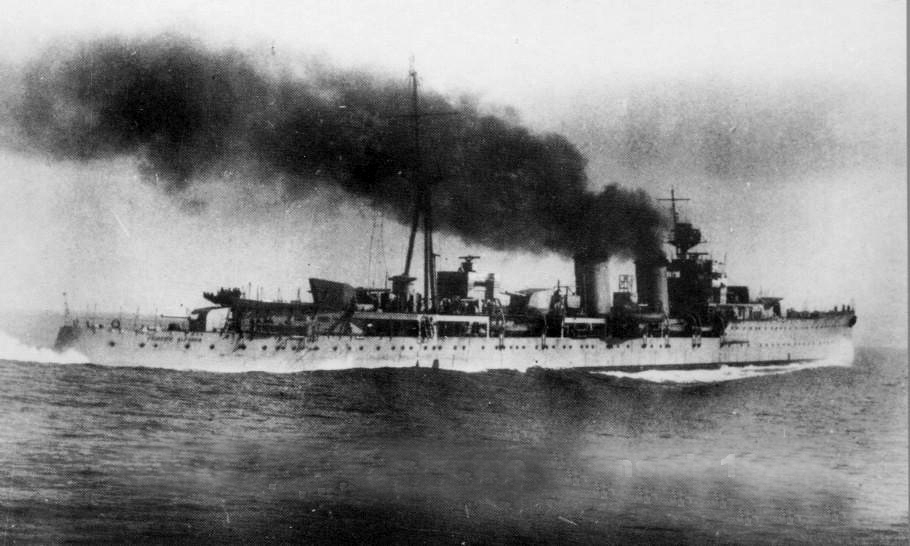
El crucero ligero español Príncipe Alfonso realizando sus pruebas de mar en 1927. Fue rebautizado por la República como Libertad.

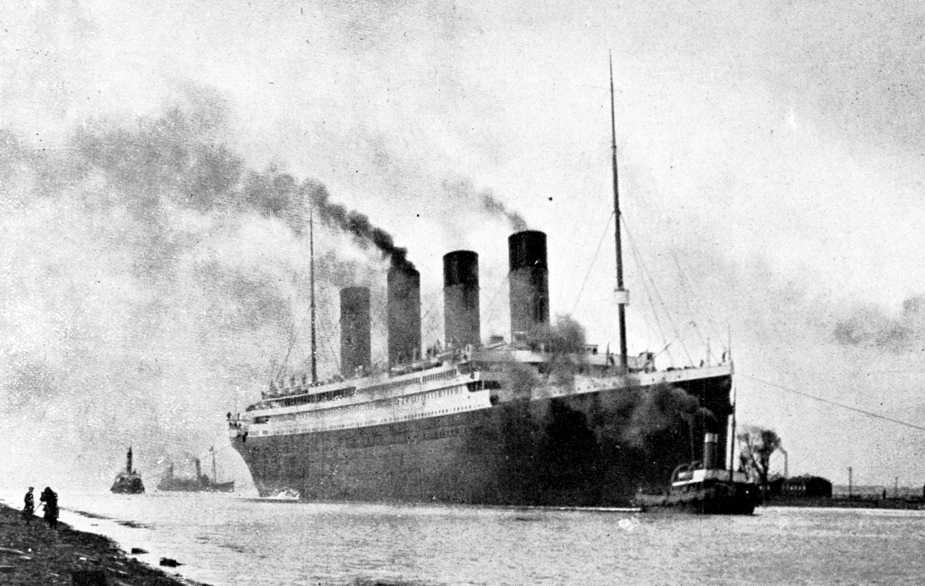
El Titanic, realizando sus pruebas de mar, 2 de abril de 1912.

Las pruebas de mar son una serie de comprobaciones que se realizan a un buque en mar abierto para comprobar su desempeño tras finalizar su construcción en el astillero. Es perfectamente legítimo insistir en una prueba de mar antes de comprar la embarcación y puede llevarse a cabo por parte del propio comprador, o bien, por un broker náutico que lo haga en su lugar. Las citadas pruebas analizan diversos parámetros, como la potencia, velocidad, maniobrabilidad y funcionamiento de los sistemas electrónicos. Del mismo modo se trata de localizar defectos de diseño, como vibraciones indeseadas. Tras superar con éxito las pruebas, el buque es entregado al armador, o en el caso de un buque de guerra, a la Armada correspondiente.